# Oaracta
Oaracta là một chi bướm đêm thuộc họ Geometridae.